# Universidad de Salahaddin
La Universidad de Salahaddin (en kurdo: Zankoy Selaheddîn) es una de las instituciones de enseñanza superior más grandes y antiguas del Kurdistán, Irak.

## Historia
La universidad fue fundada en 1968 en Suleimaniya, donde permaneció hasta el mes de abril de 1981, cuando fue trasladada a la capital del Kurdistán, Erbil. Inicialmente la universidad agrupaba siete facultades: ciencias, agricultura, ingeniería, administración, artes, educación y medicina. Posteriormente, en 1985, se añadió la facultad de derecho y por último, odontología en 1995.
El número total de colegios se convirtieron en 22 en el año 2004, una cifra que se redujo un año después a 18 cuando los colegios de medicina, odontología, enfermería y farmacia  pasaron a formar parte de la Universidad de Medicina de Hawler.
La universidad es miembro de la Asociación Internacional de Universidades (enumerados en la sección de Irak con su nombre en kurdo, Zankoy Selaheddîn) y ofrece subvenciones diversas para títulos académicos y certificados a las personas calificadas, incluyendo Bachelor of Arts (BA), Bachelor of Science (BS), Máster en Artes (MA), Máster en ciencias (MS) y Doctorado en Filosofía (Ph.D.). El doctorado en medicina (MD) también es concedido por la facultad de medicina. Los diplomas y certificados expedidos por la Universidad de Salahaddin son reconocidos internacionalmente.